# Anna A. Jászó
Anna Adamikné Jászó (ur. 14 lipca 1942 w Budapeszcie) – węgierska językoznawczyni.

## Życiorys
W 1966 roku ukończyła studia na Uniwersytecie Loránda Eötvösa (ELTE), uzyskując dyplom z zakresu hungarystyki, rusycystyki i ugrofinistyki. W 1970 roku została doktorem, w 1984 roku – kandydatem językoznawstwa, a w 2008 roku – doktorem Węgierskiej Akademii Nauk.
W latach 1966–1975 nauczała języków węgierskiego i rosyjskiego w budapeszteńskiej szkole średniej. Od sierpnia 1975 roku pracowała w Katedrze Języka i Literatury Wyższej Szkoły Pedagogicznej w Budapeszcie, od 1981 roku jako docent (docens), a od 1985 roku jako profesor (főiskolai tanár). W roku akademickim 1986/1987 przebywała w ramach programu Fulbright na University of Central Missouri (UCM). Od 1 sierpnia 1998 roku kierowała Katedrą Językoznawstwa Węgierskiego na Wydziale Pedagogicznym ELTE.
Od 1992 r. redaktorka czasopisma „Magyartanítás”. Członkini rad redakcyjnych czasopism „Magyar Nyelvőr”, „Könyv és Nevelés”,  „Journal of Education for Teaching”. 